# Phryneta obliquata
Phryneta obliquata är en skalbaggsart som beskrevs av Edgar von Harold 1878. Phryneta obliquata ingår i släktet Phryneta och familjen långhorningar.
Artens utbredningsområde är Kenya. Inga underarter finns listade i Catalogue of Life.